# ゑ
ゑ en hiragana ou ヱ en katakana sont deux kanas, caractères japonais qui représentent la même more. Prononcés originellement /ɰe/ puis /je/, ils sont aujourd'hui obsolètes. Leur prononciation actuelle /e/ étant identique à celle de え et エ, ils sont remplacés systématiquement par ces derniers.

## Origine
L'hiragana ゑ et le katakana ヱ proviennent, via les man'yōgana, du kanji 恵.

## Romanisation
Selon les systèmes de romanisation Hepburn, Kunrei et Nihon, ゑ et ヱ se romanisent en « we ».

## Tracé

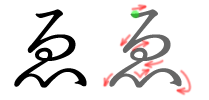
Ordre des traits pour ゑ

L'hiragana ゑ s'écrit en un seul long trait.
1. Trait horizontal, de gauche à droite, puis trait diagonal vers la gauche, puis repartant vers la droite selon un arc de cercle presque fermé qui finit par une petite boucle. Le trait se poursuit ensuite suivant une diagonale vers la gauche, avant de repartir vers la droite en formant deux arcs de cercle.

Cette graphie débute comme celle de る et ろ.
Le katakana ヱ s'écrit en trois traits.
1. Trait horizontal, puis diagonal vers la gauche.
2. Petit trait vertical, débutant à la fin du premier.
3. Trait horizontal, tangeant à la base du deuxième en son milieu.

## Représentation informatique
- Unicode[1],[2] :
  - ゑ : U+3091
  - ヱ : U+30F1